# Liste der Monuments historiques in Chapet
Die Liste der Monuments historiques in Chapet führt die Monuments historiques in der französischen Gemeinde Chapet auf.

## Liste der Objekte
| Bezeichnung | Beschreibung         | Standort                      | Kennzeichnung | Schutzstatus | Datum | Bild |
| ----------- | -------------------- | ----------------------------- | ------------- | ------------ | ----- | ---- |
| Glocke      | Eisen, 1619 und 1858 | in der Kirche St-Denis (Lage) | PM78000089    | Classé       | 1944  |      |